# Carving (sztuka)

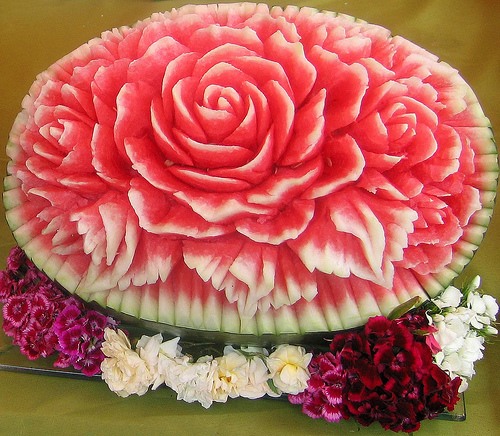
Carving arbuza

Carving – sztuka rzeźbienia w owocach i warzywach wywodząca się z Dalekiego Wschodu.

## Historia
Carving w krajach azjatycki znany jest już od co najmniej kilkuset lat. Według najbardziej popularnej teorii wywodzi się on z Tajlandii. Carving jest tradycyjnym elementem tajskiego święta Loy Krathong i jest uznawany za dziedzictwo narodowe Tajlandii.
Na początku XXI wieku carving stał się popularny także w innych częściach świata, w tym w Europie. Dziś carving jest także dyscypliną na kulinarnych Mistrzostwach Świata i Mistrzostwach Europy.

## Technika
Najpopularniejszymi owocami i warzywami używanymi w carvingu są arbuzy, melony, dynie, papaje, ananasy, rzodkiew, buraki, selery, marchewki.
W tradycyjnym tajskim carvingu używa się tylko klasycznego noża tajskiego. Najczęściej tworzy się motywy roślinne, czasem zwierzęce. Popularne są także dodatkowe ozdoby w postaci liści lub gałązek.